# Werner Günthör
Werner Günthör (Uttwil, Suiza, 1 de junio de 1961) es un atleta suizo retirado, que se especializaba en la prueba de lanzamiento de peso en la que ganó la medalla de bronce en los Juegos Olímpicos de Seúl 1988 y llegó a ser tres veces campeón del mundo entre 1987 y 1993.

## Carrera deportiva
En el mundial de Roma 1987 ganó la medalla de oro en lanzamiento de peso, con un lanzamiento de 22.23 metros que fue récord de los campeonatos, quedando en el podio por delante del italiano Alessandro Andrei y del estadounidense John Brenner.
En 1988 representó a Suiza en los Juegos Olímpicos de Seúl 1988, terminando tercero en su categoría detrás dela alemán oriental Ulf Timmermann y del estadounidense Randy Barnes. A raíz de ello ganó la medalla de bronce. Ya había participado en los Juegos Olímpicos de Verano de Los Angeles 1984 -donde terminó quinto- y luego lo volvería hacer en los de Barcelona 1992 -donde terminó cuarto-. En su última participación como atleta olímpico fue designado como abanderado de la delegación suiza en la ceremonia de clausura. 
En el mundial de Tokio 1991 volvió a ganar el oro, esta vez por delante del noruego Lars Arvid Nilsen y del soviético Aleksandr Klimenko. Ese mismo año participó del Campeonato Mundial de Atletismo en Pista Cubierta en Sevilla, donde terminó en la cima de podio, superando al austriaco Klaus Bodenmüller y al estadounidense Ron Backes. 
Y dos años más tarde, en el mundial de Stuttgart 1993 volvió a ganar el oro, por delante del estadounidense Randy Barnes y del ucraniano Oleksandr Bagach.